# Напад на Добој 1992.
Напад на Добој 1992. вођен је 12. јула 1992. године на празник Петровдан у приградском насељу Вила до Путниковог брда. Био је заједнички напад муслиманских и хрватских војних снага да заузму Добој и угрозе ток операције Коридор 92.

## Ток битке
Током првог дана битке за одбрану града погинула су 34 српска борца и припадника полиције, а најмање 76 је рањено. Тадашњи командант Првог батаљона Добојске бригаде ВРС Димшо Живановић каже да су сећања на Петровдан 1992. године и даље свежа јер је то била једна од првих, најтежих и, највероватније, једна од најзначајнијих битака ове бригаде. Непријатељ је напао са јаким снагама у уобичајено време, у 12.00 часова, јер су рачунали да су се Срби добро припремили. Муслиманско-хрватске снаге су 12. јула 1992. године намеравале да заузимањем Добоја споја тузлански и зенички корпус, што би за последицу имало то да би судбина и садашња мапа Републике Српске била много неизвеснија. Битка је била кључна за опстанак града, Озрена, шире околине, а директно је био угрожен и пробој Коридора. Током напада је артиљеријски гађан и град, и том приликом је погинуло и рањено неколико десетина цивила. Тог 12. јула у подневним часовима јаке муслиманско-хрватске снаге, регуларна војска Хрватске и страни плаћеници, од којих су неки, према заробљеној документацији били и из Енглеске, напали су Добој из пет праваца у пет таласа с циљем да га, потпомогну непријатељским снагама које су биле у Јоховцу, окруже и заузму. Напад је био веома жесток - артиљеријски и пешадијски, а од дејстава није било поштеђено ни уже градско језгро. Према процени, непријатељ је имао намеру да савлада одбрану заузимањем доминантних кота, те да настави према Присадама, опколи град, пресече комуникацију са Бања Луком како би се повезао са снагама које су већ пристигле у Которско и Јоховац из Брода и Дервенте. Добој је тада бранио један ојачани батаљон. Након прегруписавања, браниоци су око 17.00 часова стабилизовали линију одбране, а последњи ударни талас непријатеља догодио се после поноћи када су намеравали да извуку своје погинуле и рањене. Петровданска битка догодила се током друге фазе битке за Коридор живота, подручје око Дервенте, а намера непријатеља је била да се та акција компромитује, што је онемогућено.